# Brachyorrhos gastrotaenius
Brachyorrhos gastrotaenius es una especie de serpiente de la familia Homalopsidae.

## Distribución geográfica yhábitat
Es endémica de Buru (Indonesia).